# Judith Barsi
Judith "Judy" Eva Barsi, född 6 juni 1978 i Burbank, död 25 juli 1988 i Los Angeles, var en amerikansk barnskådespelare som framträdde i reklamfilmer, TV-serier och filmer. Hennes mest betydande roller var som Thea Brody i Hajen 4 samt som röstskådespelare i de animerade filmerna Landet för längesedan och Änglahund.
Judiths Barsis barndom präglades starkt av de svåra förhållandena i hennes hem och hon led av verbala, mentala och känslomässiga störningar. Den 25 juli 1988 mördades hon av sin psykiskt sjuke och gravt alkoholiserade far József som samtidigt även mördade hennes mor Maria i deras hem i Canoga Park i Los Angeles. József begick sedan självmord knappt två dagar senare. Judith och Maria begravdes på begravningsplatsen Forest Lawn Memorial Park i Hollywood Hills den 9 augusti samma år.
Genom sin roll som Kvacki i Landet för längesedan blev hon känd för sin catch phrase "Yep! Yep! Yep!" och Don Bluth, regissören bakom både denna film och Änglahund, har sagt att han planerade att anlita henne i många framtida projekt.

## Biografi

### Familjehistoria
Judith Eva Barsi föddes den 6 juni 1978 i Burbank, Kalifornien i USA som det enda barnet till József "Joe" Istvan Barsi och Maria Agnes Benko Barsi (flicknamn: Virovacz). József föddes den 26 november 1932 i Ungern under Miklós Horthys styre och han ska ha haft en eländig barndom. Han var ett utomäktenskapligt barn som aldrig kände sin far och detta låg till grund för att han hade lågt självförtroende, kände sig utstött av samhället och blev mobbad av andra barn likaväl som av sina lärare. Till en början tog han sig till Frankrike där han gifte sig med en annan ungersk flykting vid namn Klara. Tillsammans fick de sonen Barna (1957–1995) och dottern Ági (1958–2008). Ági spekulerade i sin bok What will you do? att József förargade sig över att hans mor tillät hans far att lämna henne och att József på grund av detta såg alla kvinnor som "horor". József flydde Folkrepubliken Ungern någon gång efter Sovjetunionens ockupation 1956. József blev kort därefter alkoholist och började fysiskt misshandla sin fru. Familjen flyttade till New York 1964 och József började nu även misshandla sonen Barna, vilket ledde till att Klara fem år senare flydde med barnen till Arizona. József försökte försona sig med sin familj, men Klara ansökte om skilsmässa efter att han i berusat tillstånd försökt misshandla henne ännu en gång. Kort efter deras skilsmässa flyttade József till Kalifornien och fick arbete som VVS-montör.
József träffade sin blivande fru Maria Virovacz på en restaurang i Los Angeles, där hon arbetade som servitris. Maria var född den 14 februari 1940 i en universitetsstad i södra Ungern och liksom József flydde hon landet någon gång efter Sovjetunionens ockupation 1956. Även Maria hade haft en traumatisk uppväxt och blev både fysiskt och psykiskt misshandlad av sin far. József och Maria gifte sig och under de första åren av deras äktenskap var de ett lyckligt par. Kort därefter föddes deras enda gemensamma barn, dottern Judith.

### Karriär och missförhållanden i hemmet
Maria började tidigt att träna Judith för att bli skådespelerska i Hollywood och de lade ned mycket tid på att öva på Judiths hållning, balans och röst. Vid fem års ålder upptäcktes Judith av ett filmteam som höll på att spela in en reklamfilm i en isrink i San Fernando Valley. De såg henne när hon åkte skridskor och misstog henne för att vara tre år gammal. Judith såg nämligen onormalt ung ut och var kortväxt för sin ålder. Vid tio års ålder var hon knappt 112 centimeter lång och spelade då ofta sju- eller åttaåriga karaktärer. Hon blev tilldelad tillväxthormoner på UCLA för att sporra sin tillväxt. Judith gjorde sin professionella debut som femåring i en reklamfilm för apelsinjuicen Donald Duck och för brödmärket Roman Meal. Judith medverkade i 72 reklamfilmer under sin livstid för bland annat nudelmärket Top Ramen, jordnötssmöret Jif och Campbells tomatsoppor. Maria började ta Judith på auditioner och 1984 fick hon rollen som en ung Kimberly i miniserien Död i dimma dold.
1986 låg Judiths lön på 100 000 dollar om året och detta ledde till att familjen Barsi flyttade till ett hus i Canoga Park i Los Angeles. Józsefs och Marias äktenskap höll på att falla sönder, främst på grund av hans alkoholism, men också för att han blev mer och mer hotfull mot Maria och Judith. Han hotade att döda dem och ibland med att begå självmord eller att bränna ned deras hus. József blev possessiv och ville inte släppa ifrån sig Judith eftersom familjen Barsis liv kretsade runt henne; han tvingade henne bland annat att stanna hemma från skolan vid flera tillfällen. I december 1986 polisanmälde Maria sin man och i anmälan stod att József under de senaste fem åren hade hotat att strypa, slå och döda henne. Poliserna som undersökte henne upptäckte inga märkbara skador och anmälan lades ned efter att Maria valde att inte åtala József. Judith var livrädd för sin far och hon sade till några bekanta till familjen att hon inte ville gå hem om dagarna eftersom hennes far dagligen var berusad. Maria var även hon livrädd för József och berättade upprepade gånger för sina vänner vilka hot han kom med; detta ledde i sin tur till att vännerna till slut inte tog Marias berättelser om József på allvar.
Under 1987 spelade Judith rollen som Thea Brody i Hajen 4. En kort tid innan hon begav sig till Bahamas för att påbörja filminspelningen kom József in i hennes sovrum med en kökskniv i handen. Han satte den mot Judiths hals och sade åt henne att om inte hon och Maria kom tillbaka till honom efter filminspelningen skulle han skära halsen av Judith. Före  filminspelningen av Hajen 4 hade Judith beskrivits som en livlig och glad flicka, men hennes humör förändrades efter att hon kom tillbaka från Bahamas. Maria kände inte att hon kunde lämna József eftersom det skulle betyda att hon skulle överge Judiths karriär. Istället ville hon få József att lämna hemmet självmant, vilket hon trots upprepade försök inte lyckades med.
Judith gjorde rösten till Kvacki i den animerade filmen Landet för längesedan, som släpptes i USA under 1988; rollen som Kvacki var Judiths personliga favoritroll. Detta var samma år som József uppenbarligen hade skaffat sig en älskarinna. Maria var lycklig över detta och hon kontaktade en advokat om att ansöka om skilsmässa. Judith påverkades psykiskt över situationen i hemmet och hon höll sig sällan inomhus utan cyklade hellre runt på gatan utanför eller lekte med sina dockor på baksidan av huset. Under sina sista månader i livet gick hon upp i vikt, drog av alla hårstrån från sina ögonbryn och drog av sin katts morrhår. Under en audition för en animerad film i maj 1988 bröt Judith ihop totalt och grät hysteriskt. Hansen hade varit med Judith under hennes sammanbrott och hon uppmanade Maria att ta med Judith till en barnpsykolog. Efter Judiths första besök hos barnpsykologen konstaterades att Judith led av verbala, mentala och känslomässiga problem, detta rapporterades till Children's Services Department. När Maria senare kontaktades av Children's Services Department sade hon till dem att hon hade läget under kontroll och att hon skulle hyra en lägenhet i Panorama City, vilket hon gjorde i maj 1988; Children's Services Department lade ned fallet efter att de hörde om Marias planer på att lämna sin man. I lägenheten i Panorama City skulle Maria tillbringa dagarna tillsammans med Judith innan de tog sig hem till József igen framåt kvällen. Hon genomförde dock inte sin plan och uppgav i juni 1988 att hon ville vara hemma med familjen för att fira Judiths födelsedag och månaden därpå sade hon att hon var rädd för att förlora sitt hem i Canoga Park.

### Mord och begravning
| Judiths dödsattest (vänster) samt hennes gravvård (höger). Gravvården införskaffades av Judiths fans och placerades vid hennes grav den 23 augusti 2004. |  | Judiths dödsattest (vänster) samt hennes gravvård (höger). Gravvården införskaffades av Judiths fans och placerades vid hennes grav den 23 augusti 2004. |
| Judiths dödsattest (vänster) samt hennes gravvård (höger). Gravvården införskaffades av Judiths fans och placerades vid hennes grav den 23 augusti 2004. |  | |

På morgonen den 25 juli 1988 sågs Judith cykla runt i närheten av sitt hem, vilket var sista gången hon sågs i livet. Exakt hur och när morden på Judith och Maria ägde rum är oklart. Hon hade egentligen planer på att sova över hos en vän samma kväll, vilket inte blev av. Någon gång efter att de hade gått och lagt sig på kvällen den 25 juli tog sig József in i Judiths rum och satte sig på sängen bredvid henne. Han tog fram ett handeldvapen av kaliber .38 och sköt Judith i huvudet, vilket hon avled av; hennes kropp hittades senare i sängen. Maria, som låg och sov i ett annat rum i huset vid tillfället, vaknade av skottet och tog sig ut i hallen. Hon träffade där på József och det är möjligt att de hade en kortare kamp innan József även sköt Maria. Hon ska ha försökt skydda sig mot skottet, men misslyckats. József ska sedan ha vandrat runt i huset i närmare två dagar och vid åtminstone ett tillfälle fick han ett telefonsamtal från Hansen som undrade varför Judith inte kom till mötet hon skulle ha varit på med Hanna-Barbera Productions. József ska ha svarat att en bil hade kommit och hämtat Judith och Maria och sedan kört dem till San Diego. Han ska även ha sagt till Hansen att han planerade att flytta ut ur huset för gott och att det enda han ville göra före det var att säga adjö till sin dotter. Vid klockan 08.30 lokal tid den 27 juli 1988 hällde József bensin över Judiths och Marias kroppar och tände eld på dem. Kort därefter fattade han ett handeldvapen av kaliber .32, gick ut i garaget, satte mynningen mot sin tinning och sköt sig själv, 55 år gammal. Hans kropp hittades senare där han låg på rygg med vapnet på sitt bröst. Inget självmordsbrev återfanns och husets interiör förstördes till stora delar av elden.
Judith och Maria begravdes i omärkta gravar den 9 augusti 1988 på begravningsplatsen Forest Lawn Memorial Park i Hollywood Hills. En gravvård, införskaffad av Judiths fans, placerades vid hennes grav den 23 augusti 2004. Likaså fick Marias grav en gravvård den 28 januari 2005. Vad som hände med Józsefs kvarlevor är oklart.

## Eftermäle
En organisation med namnet Commission for Children's Services riktade stark kritik mot Children's Services Departments hantering av Marias fall, där de tyckte att fallet lades ned alldeles för tidigt. Domaren Kathryn Doi Todd tvingade i augusti 1988 Los Angeles County att åter öppna Marias fall för att låta Commission for Children's Services undersöka hur det hanterats. Efter undersökningen av fallet kom organisationen fram till att Children's Services Department borde vara mer uppmärksamt på våld i nära relationer och hur det påverkar barn och att de borde ha tydligare processer för vad som måste göras innan ett fall avslutas. Children's Services Department försvarade sig med att arbetsbelastningen var för hög och att Maria mer eller mindre hade sagt åt dem att hon kunde hantera situationen själv och att hon inte var i behov av deras hjälp längre. Robert L. Chaffee, en dåvarande chef på Children's Services Department, uttalade sig senare om att han inte såg någon möjlighet att minska antal fall per utredare på åtminstone två år på grund av resursbrist. Chaffees uttalande fick ta emot kritik från bland annat Commission for Children's Services.
Judiths rollfigur Kvacki i Landet för längesedan blev minnesvärd tack vare hennes catch phrase "Yep! Yep! Yep!", vilken även prydde Judiths gravvård. Låten "Love Survives" från filmen Änglahund (i vilken Judith lånade ut sin röst till rollfiguren Anne-Marie, som blev hennes sista roll) är tillägnad hennes minne. Även avsnittet "A Family Again" ur TV-serien ABC Afterschool Specials, som sändes den 15 oktober 1988 i USA och i vilken Judith spelade Billie Foster, tillägnades hennes minne. Judith har efter sin död blivit kallad för "betongängeln", vilket är en referens till Martina McBrides låt "Concrete Angel". Don Bluth, regissören bakom Landet för längesedan och Änglahund, har sagt att Judith hade förvånansvärt lätt för att lära sig. Han sade även att han älskade att arbeta med henne och att han planerade att använda sig av Judith i många framtida projekt.

## Filmografi
Förutom de roller som nämns i tabellen nedan medverkade Judith i 72 reklamfilmer under sin livstid, med en början 1983. Om inget annat anges är informationen nedan hämtad från Internet Movie Database.
| År   | Titel                    | Format    | Roll               | Avsnittsinformation                                                  |
| ---- | ------------------------ | --------- | ------------------ | -------------------------------------------------------------------- |
| 1984 | Död i dimma dold         | Miniserie | En ung Kimberly    |                                                                      |
| 1984 | Jessie                   | TV-serie  | Katie              | Säsong 1, avsnitt 9: "Valerie's Turn".                               |
| 1985 | Kids Don't Tell          | TV-film   | Jennifer Ryan      |                                                                      |
| 1985 | Do You Remember Love     | TV-film   | Kathleen           |                                                                      |
| 1985 | Skymningszonen           | TV-serie  | Bertie             | Säsong 1, avsnitt 1: "Shatterday/A Little Peace and Quiet".          |
| 1985 | There Were Times, Dear   | TV-film   | Molly Reed         |                                                                      |
| 1985 | Stuntmannen              | TV-serie  | En liten flicka    | Säsong 5, avsnitt 8: "Escape Claus".                                 |
| 1986 | Remington Steele         | TV-serie  | Laurie Beth Piper  | Säsong 4, avsnitt 13: "Suburban Steele".                             |
| 1986 | Punky Brewster           | TV-serie  | Anna               | Säsong 2, avsnitt 18: "Changes: Part 2".                             |
| 1986 | Punky Brewster           | TV-serie  | Anna               | Säsong 2, avsnitt 19: "Changes: Part 3".                             |
| 1986 | Trapper John, M.D.       | TV-serie  | Lindsay Christmas  | Säsong 7, avsnitt 12: "Life, Death and Dr. Christmas".               |
| 1986 | Skål                     | TV-serie  | Ett barn           | Säsong 4, avsnitt 23: "Relief Bartender".                            |
| 1986 | Cagney och Lacey         | TV-serie  | Shauna Bard        | Säsong 6, avsnitt 4: "Disenfranchised".                              |
| 1986 | The New Gidget           | TV-serie  | En liten flicka    | Säsong 1, avsnitt 18: "It's Only Rock'n'Roll".                       |
| 1986 | Eye of the Tiger         | Film      | Jennifer Matthews  |                                                                      |
| 1986 | The Love Boat            | TV-serie  | En julängel        | Säsong 10, avsnitt 2: "The Christmas Cruise: Part 1".                |
| 1986 | The Love Boat            | TV-serie  | En julängel        | Säsong 10, avsnitt 3: "The Christmas Cruise: Part 2".                |
| 1987 | Destination America      | TV-film   | Amy                |                                                                      |
| 1987 | Slam Dance               | Film      | Bean               |                                                                      |
| 1987 | Hajen 4                  | Film      | Thea Brody         |                                                                      |
| 1987 | The Tracey Ullman Show   | TV-serie  | En liten flicka    | Säsong 2, avsnitt 3: "avsnitt #2.3".                                 |
| 1988 | The Tracey Ullman Show   | TV-serie  | Karen              | Säsong 2, avsnitt 17: "avsnitt #2.17".                               |
| 1988 | Pappa vet bäst           | TV-serie  | En ung Carol       | Säsong 3, avsnitt 26: "Graduation Day".                              |
| 1988 | St. Elsewhere            | TV-serie  | Debbie Oppenheimer | Säsong 6, avsnitt 21: "The Abby Singer Show".                        |
| 1988 | ABC Afterschool Specials | TV-serie  | Billie Foster      | Säsong 17, avsnitt 2: "A Family Again".                              |
| 1988 | Landet för längesedan    | Film      | Kvacki             |                                                                      |
| 1989 | Änglahund                | Film      | Anne-Marie         |                                                                      |
| 1992 | Pappa vet bäst           | TV-serie  | En ung Carol       | Säsong 7, avsnitt 24: "The Last Picture Show: Part 2" (arkivbilder). |